# New York Giants FC (1894)
New York Giants FC was de naam van drie verschillende voetbalclubs uit de Amerikaanse stad New York.
De eerste club werd opgericht in 1894 als voetbalafdeling van de New York Giants en opgeheven in 1895 na de opheffing van ALPF. De club kwam uit in de American League of Professional Football. Dit was de allereerste voetbalcompetitie in de Verenigde Staten.